# Liste des unités blindées françaises de la Seconde Guerre mondiale
Cette liste concerne les unités blindées de l'Armée française, c'est-à-dire dotées d'engins blindés de combat, lors de la Seconde Guerre mondiale.

## Grandes unités de 1940
L'armée française dispose lors de la bataille de France de quatre divisions cuirassées (DCr), de six divisions légères de cavalerie (DLC) et de cinq divisions légères mécaniques (DLM).
Si on ne compte que les unités blindées, les DCr disposent théoriquement de quatre bataillons de chars et d'un bataillon d'infanterie transporté sur blindés Lorraine 38L, les DLC d'un régiment de dragons portés (deux escadrons d'AMR) et d'un régiment d'automitrailleuse (un escadron d'AMR et un d'AMD) et les DLM de deux régiments de combat (quatre escadrons de chars), d'un régiment de découverte () et d'un régiment de dragons portés (trois escadrons d'AMR). Au fur et à mesure de la campagne, ces dotations blindées seront réduites.
- 1re division cuirassée, créée en septembre 1939 comme 1re brigade cuirassée, devenue 1re DCr en janvier 1940, quasiment détruite mi-mai 1940 et reconstituée en juin, dissoute en juillet.
- 2e division cuirassée, créée en septembre 1939 comme 2e brigade cuirassée, devenue 2e DCr en janvier 1940, engagée mi-mai 1940, reconstituée puis réengagée à la fin de ce mois[1], dissoute en juillet.
- 3e division cuirassée, créée en mars 1940, engagée mi-mai 1940 et reconstituée au début du mois de juin, capturée le 18 de ce mois.
- 4e division cuirassée, créée mi-mai 1940 et immédiatement engagée, dissoute en juillet.
- 1re division légère de cavalerie, créée en février 1940[N 2] et engagée en mai, devenue début juin la 4e DLM (voir plus bas).
- 2e division légère de cavalerie, créée en février 1940[N 2] et engagée à partir de mai, capturée le 12 juin 1940.
- 3e division légère de cavalerie, créée en février 1940[N 2] et engagée en mai, dissoute en juillet.
- 4e division légère de cavalerie, créée en février 1940 et engagée en mai, devenue début juin la 7e DLM (voir plus bas).
- 5e division légère de cavalerie, créée en février 1940[N 2] et engagée en mai, capturée le 12 juin 1940.
- 6e division légère de cavalerie, créée en février 1940, stationnée en Algérie et dissoute en juillet 1940.
- 1re division légère mécanique, créée en 1935, engagée en mai et perdue à Dunkerque, reconstituée début juin et dissoute en juillet.
- 2e division légère mécanique, créée en 1937, engagée en mai et perdue à Dunkerque, reconstituée début juin et dissoute en juillet.
- 3e division légère mécanique, créée en février 1940, engagée en mai et perdue à Dunkerque, reconstituée début juin et dissoute en juillet.
- 4e division légère mécanique, créée début juin 1940 à partir de la 1re DLC et dissoute en juillet.
- 7e division légère mécanique, créée début juin 1940 à partir de la 4e DLC et capturée fin juin.

Avant février 1940, l'Armée disposait de trois divisions de cavalerie (DC) avant leur transformation en DLC. Comptant un régiment d'automitrailleuses (un escadron d'AMD, deux escadron d'AMR et un escadron d'AMC), il s'agissait des unités suivantes :
- 1re division de cavalerie,
- 2e division de cavalerie[2],
- 3e division de cavalerie[3].

Les divisions blindées furent elles-mêmes réunies en grandes unités :
- Corps de cavalerie, créé en août 1939, engagé en mai, perdu à Dunkerque puis reconstitué, dissout en juillet 1940.
  - D'août 1939 à avril 1940, il est constitué principalement de la 1re et de la 2e DLM, puis de la 2e et de la 3e.
  - Reconstitué début juin avec les 1re, 2e et 3e DLM, il est engagé à partir du 9 juin avec seulement la 1re et la 3e[4].
- 1er groupement cuirassé, créé le 24 mai 1940 avec la 2e et la 4e DCr, opérationnel du 2 au 16 juin[5], dissout en juillet[6].
- 2e groupement cuirassé, créé le 9 juin avec la 3e DCr et la 7e DLM et dissout le 11[5].
- Groupement Petiet, créé le 5 juin 1940 avec les blindés des 2e, 3e et 5e DLC et la 1re division blindée britannique, dissout le 10[5].
- Groupement mécanique Welvert, créé le 13 juin 1940 avec 1re DCr et la 4e DLM et qui combat jusqu'à l'Armistice[4].

## Grandes unités de 1943
En 1943, le réarmement américain en Afrique du Nord permet la création de quatre divisions blindées :
- 1re division blindée, créée en 1943 et engagée en France puis en Allemagne.
- 2e division blindée, créée en 1943 et engagée en France puis en Allemagne.
- 3e division blindée, créée en 1943, restée au Maroc et dissoute en 1944. Recrée en France le 1er mai 1945.
- 5e division blindée, créée en 1943 et engagée en France puis en Allemagne.

## Unités blindées de 1940
La cavalerie disposait de ses propres régiments, tandis que les blindés de l'infanterie étaient regroupés en bataillons.

### Unités de la cavalerie

#### Unités de chars
- 1er régiment de cuirassiers, affecté à la 3e DLM et équipé de chars H39 et S35[7].
- 2e régiment de cuirassiers, affecté à la 3e DLM et équipé de chars H39 et S35[7].
- 3e régiment de cuirassiers, affecté à la 4e DCr et équipé de chars H39 et S35[7].
- 4e régiment de cuirassiers, affecté à la 1re DLM et équipé de chars H35 et S35[7].
- 7e régiment de cuirassiers, non endivisionné et équipé de chars H39 et S35[8].
- 8e régiment de dragons, reformé comme régiment de chars début juin 1940, affecté à la 7e DLM et équipé de chars H35, H39 et S35[5].
- 13e régiment de dragons, affecté à la 2e DLM et équipé de chars H35 et S35[8].
- 18e régiment de dragons, affecté à la 1re DLM et équipé de chars H35 et S35[8].
- 29e régiment de dragons, affecté à la 2e DLM et équipé de chars H35 et S35[7].
- Groupe d'escadrons de La Roche (19e régiment de dragons[4]), constitué début juin 1940 et affecté à la 4e DLM, équipé de chars H35 et S35[5].

#### Unités mixtes
Les régiments de découverte des DLM disposaient d'escadrons de motocyclistes et d'escadrons d'AMD. Les régiments d'automitrailleuses des DLC regroupaient des motocyclistes, des AMR,, des AMD et des chars. Les régiments de dragons portés des DLM et des DLC disposent à partir de décembre 1939 d'escadrons d'AMR. Les groupes de reconnaissance de division d'infanterie (GRDI) type motorisé comptaient également des blindés et des motocyclistes. Deux GRDI de type normal disposaient également d'un simple peloton d'AMD. De nombreuses unités mixtes seront constituées à partir de la mi-1940, comme les groupes francs motorisés de cavalerie.
- 1er régiment d'automitrailleuses, affecté à la 1re DC puis à la 1re DLC et équipé d'AMR 35[N 4], de chars H35 et d'AMD 35P[9]. Reconstitué à la 4e DLM avec des AMD 35P[5].
- 2e régiment d'automitrailleuses, affecté à la 2e DC puis à la 2e DLC et équipé d'AMR 33[N 4], de chars H35 et d'AMD 35P[7],[2].
- 3e régiment d'automitrailleuses, affecté à la 3e DC puis à la 3e DLC et équipé, d'AMR 33[N 4], de chars H35 et d'AMD 35P[7],[3].
- 4e régiment d'automitrailleuses, affecté à la 4e DLC et équipé de chars H39 et d'AMD 35P[7]. Il est reconstitué à la 7e DLM en juin avec des AMD 35P, des AMR 33 et des AMR 35[10].
- 5e régiment d'automitrailleuses, affecté à la 5e DLC et équipé de chars H39 et d'AMD 35P[7].
- 1er régiment de chasseurs d'Afrique, affecté à la 6e DLC et équipé de chars H35 et H39[7].
- 6e régiment de cuirassiers, affecté à la 1re DLM et équipé d'AMD 35P[7].
- 8e régiment de cuirassiers, affecté à la 2e DLM et équipé d'AMD 35P[7].
- 10e régiment de cuirassiers, affecté à la 4e DCr et équipé d'AMD 35P[8].
- 12e régiment de cuirassiers, affecté à la 3e DLM et équipé d'AMD 35P[7].
- 1er régiment de dragons portés, affecté à la 2e DLM et équipé d'AMR 35[11].
- 2e régiment de dragons portés, affecté à la 3e DLC et équipé d'AMR 33[12].
- 3e régiment de dragons portés, affecté à la 2e DLC et équipé d'AMR 33[13].
- 4e régiment de dragons portés, affecté à la 1re DLM et équipé d'AMR 35 jusqu'à début juin 1940[14].
- 5e régiment de dragons portés, affecté à la 1re DLC et équipé d'AMR 35[15].
- 11e régiment de dragons portés, affecté à la 3e DLM équipé de H35 et H39[16].
- 14e régiment de dragons portés, affecté à la 4e DLC et équipé d'AMR 33. Rééquipé début juin avec des AMD White-Laffly[17].
- 15e régiment de dragons portés, affecté à la 5e DLC et équipé d'AMR 33[18].
- 17e régiment de dragons portés, créé juin 1940, affecté à la 3e DLM et équipé d'AMD White TBC.
- 31e régiment de dragons portés, transformé en régiment porté début juin 1940 et équipé d'AMD White-Laffly.
- 2e régiment de chasseurs d'Afrique portés, affecté à la 6e DLC et équipé d'AMR P16[16].
- 21e escadron d'automitrailleuses, affecté au corps expéditionnaire français en Scandinavie puis à la 3e DLC[19].
- 1er groupe de reconnaissance de division d'infanterie, affecté à la 5e DIM et équipé d'AMR P16, d'AMD 35P et d'AMR 35 antichars[20]. Détruit fin mai 1940[5].
- 2e groupe de reconnaissance de division d'infanterie, affecté à la 9e DIM et équipé d'AMD 35P et de chars H39[16]. Détruit fin mai 1940[5].
- 3e groupe de reconnaissance de division d'infanterie, affecté à la 12e DIM et équipé d'AMR P16, d'AMD 35P et d'AMR 35 antichars[7]. Détruit fin mai 1940[5].
- 4e groupe de reconnaissance de division d'infanterie, affecté à la 15e DIM et équipé d'AMR P16, d'AMD 35P (AMD White-Laffly jusqu'à avril 1940) et d'AMR 35 antichars[7]. Détruit fin mai 1940[5].
- 5e groupe de reconnaissance de division d'infanterie, affecté à la 25e DIM et équipé d'AMD 35P et de chars H39[16]. Détruit fin mai 1940[5].
- 6e groupe de reconnaissance de division d'infanterie, affecté à la 3e DIM et équipé d'AMR P16, d'AMD 35P et d'AMR 35 antichars[19].
- 7e groupe de reconnaissance de division d'infanterie, affecté à la 1re DIM et équipé d'AMR P16, d'AMD 35P et d'AMR 35 antichars[7]. Détruit fin mai 1940[5].
- 32e groupe de reconnaissance de division d'infanterie, affecté à la 43e DI et équipé d'un peloton d'AMD 35P[7].
- 44e groupe de reconnaissance de division d'infanterie, affecté à la région fortifiée de Metz et équipé d'un peloton d'AMD White TBC[4].
- 16e groupe d'automitrailleuses, équipé d'AMD Chevrolet[4],[5].
- 18e groupement d'automitrailleuses, équipé d'AMD 35P, d'AMR P16 et d'AMD Chevrolet (es)[5].
- Groupement Prost-Toulland, constitué en mai, équipé d'AMC 35[N 6] et d'AMD White-Laffly[5], rattaché fin juin 1940 à la 2e DCr[4].
- 1er groupe franc motorisé de cavalerie, équipé d'AMC 35 et d'AMD White-Laffly, puis d'AMC 35, de chars Hotchkiss et d'AMD 35P[5].
- 2e groupe franc motorisé de cavalerie, équipé d'AMC 35 et d'AMD White-Laffly[5].
- 3e groupe franc motorisé de cavalerie, équipé d'AMC 35 et d'AMD White-Laffly[5].
- 4e groupe franc motorisé de cavalerie, équipé d'AMC 35 et d'AMD 35P[5].
- 5e groupe franc motorisé de cavalerie, équipé d'AMC 35 et d'AMD 35P[5].
- Groupement Hacquard, issu du 19e régiment de dragons, équipé de chars H[5].

### Unités de l'infanterie

#### Bataillons de chars de combat
La plupart des bataillons sont directement rattachés aux armées mais d'autres regroupés au sein des divisions cuirassées (les armées indiquées sont celles de début mai 1940). Au fur et à mesure de la bataille, les BCC sont amalgamés aux DCr.
- 1er bataillon de chars de combat, équipé de chars R35[21], rattaché à la 5e armée puis à la 7e fin mai 1940 et à la 1re DCr mi-juin 1940[5].
- 2e bataillon de chars de combat, équipé de chars R35[21], rattaché à la 5e armée puis la 4e DCr mi-mai 1940.
- 3e bataillon de chars de combat, équipé de chars R35[21], rattaché à la 2e armée.
- 4e bataillon de chars de combat, équipé de chars FCM 36[21], rattaché à la 2e armée puis à la 6e armée début juin 1940 et enfin à la 1re DCr fin juin 1940[5].
- 5e bataillon de chars de combat, équipé de chars R35[21], rattaché à la 3e armée[5].
- 6e bataillon de chars de combat, équipé de chars FT puis R35 à l'automne 1939[21], rattaché à la 9e armée, détruit en mai 1940[1].
- 7e bataillon de chars de combat, équipé de chars FCM 36[21], rattaché à la 2e armée[5].
- 8e bataillon de chars de combat, équipé de chars B1 bis, rattaché à la 2e DCr, forme le bataillon 8/15 fin mai 1940[22].
- 9e bataillon de chars de combat,  équipé de chars R35[21], rattaché à la 7e armée[23] et anéanti fin mai 1940[5]
- 10e bataillon de chars de combat,  équipé de chars R35[21], rattaché à la 4e armée puis à la 2e en mai et enfin à la 7e DLM début juin 1940[5], puis reconstitué avec une compagnie de chars B1 bis[22].
- 11e bataillon de chars de combat,  équipé de chars FT, rattaché à 4e armée et capturé fin juin[24].
- 12e bataillon de chars de combat, équipé de chars R35[21]
- 13e bataillon de chars de combat, équipé de chars H35[21], anéanti fin mai 1940[5]
- 14e bataillon de chars de combat, équipé de chars H39[21]
- 15e bataillon de chars de combat, équipé de chars B1 bis, forme le bataillon 8/15 fin mai 1940[22].
- 16e bataillon de chars de combat, équipé de chars R35[21], rattaché à la 8e armée[23].
- 17e bataillon de chars de combat, équipé de chars R35[21], rattaché à la 8e armée[23] puis à la 6e puis à la 1re DCr fin juin 1940[4].
- 18e bataillon de chars de combat, équipé de chars FT, rattaché à la 8e armée capturé fin juin[24].
- 19e bataillon de chars de combat, équipé de chars D2[21], rattaché à la 5e armée puis à la 4e DCr[23].
- 20e bataillon de chars de combat, équipé de chars R35[21]
- 21e bataillon de chars de combat, équipé de chars R35[21]
- 22e bataillon de chars de combat, équipé de chars R35[21], anéanti fin mai 1940[5]
- 23e bataillon de chars de combat, équipé de chars R35[21], une compagnie de marche reconstituée en juin 1940[4].
- 24e bataillon de chars de combat, équipé de chars R35[21]
- 25e bataillon de chars de combat, équipé de chars H39, affecté à la 1re DCr[21], détruit en mai 1940 puis reconstitué avec des chars R35 et R40[5].
- 26e bataillon de chars de combat, équipé de chars R35[21]
- 27e bataillon de chars de combat, équipé de chars R35[21]
- 28e bataillon de chars de combat,  équipé de chars B1 bis, rattaché à la 1re DCr, détruit en mai 1940 puis reconstitué avec des B1 bis neufs[22].
- 29e bataillon de chars de combat, équipé de chars FT[21]
- 30e bataillon de chars de combat, équipé de chars FT[21]
- 31e bataillon de chars de combat, équipé de chars FT, rattaché à la 5e armée et capturé fin juin 1940[24].
- 32e bataillon de chars de combat, équipé de chars FT puis R35 (à l'automne 1939)[21], rattaché à la 9e armée et anéanti en mai 1940[1].
- 33e bataillon de chars de combat, équipé de chars FT, rattaché à la 9e armée et anéanti en mai 1940[1]. Reconstitué avec des chars FT en juin[24].
- 34e bataillon de chars de combat, équipé de chars R35[21]
- 35e bataillon de chars de combat, équipé de chars R35[21]
- 36e bataillon de chars de combat, équipé de chars FT, renforcé en juin 1940 d'un H39 et d'une AMR[25].
- 37e bataillon de chars de combat, équipé de chars B1 puis B1 bis, rattaché à la 1re DCr, reconstitué mi-juin avec une compagnie de marche non endivisionnée (3/37e BCC) équipée de chars B1 et B1 bis[22].
- 38e bataillon de chars de combat, équipé de chars H35[21]
- 39e bataillon de chars de combat, équipé de chars R35[21]
- 40e bataillon de chars de combat, équipé de chars FT puis R35 et R40[24]
- 41e bataillon de chars de combat, équipé de chars B1 bis et affecté à la 3e DCr[22], disparaît mi-juin[4].
- 42e bataillon de chars de combat, équipé de chars H39 et affecté à la 3e DCr[21]
- 43e bataillon de chars de combat, équipé de chars R35[21], rattaché à la 4e armée puis à la 2e en mai 1940[5].
- 44e bataillon de chars de combat, équipé de chars R35[21]
- 45e bataillon de chars de combat, équipé de chars H39 et affecté à la 3e DCr[21]
- 46e bataillon de chars de combat, équipé de chars B1 bis[22]
- 47e bataillon de chars de combat, équipé de chars B1 bis[22]
- 48e bataillon de chars de combat, équipé de chars R35[21]
- 49e bataillon de chars de combat, équipé de chars B1 bis et affecté à la 3e DCr, verse au 41e BCC ses chars survivants le 9 juin 1940[22].
- 50e bataillon de chars de combat, équipé de chars FT, affecté à la défense de Paris, ne combat pas[24]
- 51e bataillon de chars de combat, équipé de chars FCM 2C et affecté à la 3e armée[21]
- 52e bataillon de chars de combat, équipé de chars R35 et H39[23],
- 53e bataillon de chars de combat, équipé de chars R35, rattaché à la 6e armée puis chars survivants rattachés à la 1re DCr fin juin 1940[4],
- 61e bataillon de chars de combat, équipé de chars D1, en Tunisie[21]
- 62e bataillon de chars de combat, équipé de chars FT et R35, au Maroc[21]
- 63e bataillon de chars de combat, équipé de chars FT et R35, au Levant[21]
- 64e bataillon de chars de combat, équipé de chars FT, en Algérie[21]
- 65e bataillon de chars de combat, équipé de chars D1, en Tunisie[21]
- 66e bataillon de chars de combat, équipé de chars FT, au Maroc[21]
- 67e bataillon de chars de combat, équipé de chars D1, en Tunisie[21] puis à la 2e armée mi-juin 1940[5].
- 68e bataillon de chars de combat, équipé de chars R35, au Levant[21]
- Bataillon de chars des troupes coloniales, équipé de chars FT[21]
- Bataillon de marche 2/24, formé à la 4e DCr à partir du 2e et du 24e BCC, équipé de chars R35[26]
- Bataillon de marche 8/15, formé à la 2e DCr à partir du 8e et du 15e BCC, équipé de chars B1 bis[22]
- Bataillon de marche 14/27, formé à la 2e DCr à partir du 14e et du 27e BCC, équipé de chars H39[26]
- Bataillon de marche 42/45, formé à la 3e DCr à partir du 42e et du 45e BCC et équipé de chars H39[26]
- Bataillon de marche 46/47, formé à la 4e DCr à partir du 46e et du 47e BCC et équipé de chars B1 bis[22]
- Bataillon de marche de l'école des chars, équipé de chars FT, R35 et H39[23]
- 1er bataillon de chars de combat polonais, équipé de chars R35[23]
- 2e bataillon de chars de combat polonais, équipé de chars R40[23]

#### Compagnies autonomes
- 342e compagnie autonome de chars de combat, ex-1re compagnie du 42e BCC, équipée de chars H39 et rattachée corps expéditionnaire français en Scandinavie
- 343e compagnie autonome de chars de combat, ex-2e compagnie du 11e BCC, équipée de chars FT pour le corps expéditionnaire français en Scandinavie puis rattachée à la 3e division légère d'infanterie[24]
- 344e compagnie autonome de chars de combat, ex-1re compagnie du 11e BCC, équipée de chars FT pour le corps expéditionnaire français en Scandinavie puis rattachée à la 3e division légère d'infanterie[24]
- 345e compagnie autonome de chars de combat, équipée de chars D2
- 346e compagnie autonome de chars de combat, équipée de chars D2
- 347e compagnie autonome de chars de combat, équipée de chars B1 et B1 bis et amalgamée au bataillon 8/15 de la 2e DCr[22]
- 348e compagnie autonome de chars de combat, ex-2e compagnie du 47e BCC, équipée de chars B1 bis et amalgamée au bataillon 8/15 de la 2e DCr[22]
- 349e compagnie autonome de chars de combat, équipée de chars B1 bis et amalgamée au bataillon 8/15 de la 2e DCr[22]
- 350e compagnie autonome de chars de combat, équipée de chars D2
- 351e compagnie autonome de chars de combat, équipée chars H39
- 352e compagnie autonome de chars de combat, ex-2e compagnie du 46e BCC, équipée de chars B1 bis[22] et rattachée au corps de cavalerie[4].
- Compagnie autonome du front tunisien, équipée de chars FT[24].
- Compagnie autonome de chars du Levant, équipée de chars FT[24].

### Détachements divers
- Les chars FT forment diverses sections et détachements, rattachés aux régiments régionaux, destinés à la garde des aérodromes ou encore prévus pour le maintien de l'ordre[24].

- Détachement de marche de Beaulieu, formé le 13 juin 1940, équipé de chars B1 bis et de chars légers[22].
- Goum motorisé de Tunisie, doté d'un peloton d'AMD Laffly S15 TOE.

## Unités blindés de l'Armée de Vichy
En métropole, les seuls blindés de l'Armée de Vichy sont les escadrons de huit Panhard 178 attachés aux régiments de dragons et de cuirassiers : 2e, 3e, 5e et 8e dragons et 6e, 8e, 11e et 12e cuirassiers.
Dans l'Empire colonial, les Français sont autorisés par les Allemands à maintenir plus de blindés, répartis dans les unités suivantes :
- 1er régiment de chasseurs d'Afrique, au Maroc, équipé de Laffly 50 AM et Laffly 80 AM[29].
- 2e régiment de chasseurs d'Afrique, en Algérie, White TBC et Laffly 50 AM[29].
- 3e régiment de chasseurs d'Afrique, en Algérie, Panhard TOE[29].
- 4e régiment de chasseurs d'Afrique, en Tunisie, Laffly 80 AM[29].
- 5e régiment de chasseurs d'Afrique, en Algérie, Panhard TOE et Schneider P16[29].
- 6e régiment régiment de chasseurs d'Afrique, au Levant, Renault R35 et automitrailleuses[30],
- 7e régiment régiment de chasseurs d'Afrique, au Levant, Renault R35 et automitrailleuses[30],
- 8e régiment de chasseurs d'Afrique, au Maroc puis en Afrique-Occidentale française, équipé de White TBC, de Laffly 50 AM, de Berliet VUDB et de Laffly S15 TOE[29].
- 12e groupe autonome de chasseurs d'Afrique, au Sénégal, équipé de chars Somua S35.
- 1er régiment étranger de cavalerie, au Maroc, Laffly 50 AM et Laffly S15 TOE[29].
- 2e régiment étranger d'infanterie, au Maroc, un peloton de White TBC[29].

## Unités blindés des forces françaises libres
- 1re compagnie autonome de chars de combat, équipé de chars H35, R35, Crusader
- 2e compagnie de chars de combat, équipé de chars légers M3
- 3e compagnie de chars de combat (ex-escadron mixte)
- 1er régiment de marche de spahis marocains, équipé d'automitrailleuses

## Unités blindées de la Libération
Les unités armées par les Américains à partir de l'Armée d'Afrique comptait des régiments de reconnaissance, des régiments de chasseurs de chars et des régiments de chars. Les régiments de reconnaissance étaient équipés de chars légers M3/M5, de half-tracks et de canons automoteurs M8,, ainsi que d'automitrailleuses M8 pour ceux des divisions blindés. Les régiments de chasseurs de chars avaient des M10 (et quelques automitrailleuses  et les régiments de chars comptaient des légers M3/M5 et M4 Sherman,.
À partir de la libération de la France, de nouvelles unités blindées sont créées à partir d'éléments des forces françaises de l'intérieur. L'équipement est constitué de blindés français repris aux Allemand en 1944 (chars Renault R35, Hotchkiss H35 et H39, B1 bis et SOMUA S35 et automitrailleuses Panhard 178), de quelques blindés de conception allemande (dont des chars Panzer IV, Panther et même un Tigre) et de blindés de seconde main d'origine britannique livrés en 1945 (chars Cavalier, Centaur VII et Crusader VI, automitrailleuses Coventry et chenillettes Brenn Carrier),. Certains des nouveaux régiments ne reçoivent pas de blindés avant la capitulation allemande.

### Régiments de chars et de chasseurs de chars
Régiments formés en Afrique du Nord :
- 1er régiment de chasseurs d'Afrique, équipé de M4 Sherman et chars légers M5, rattaché à la 5e DB[39],
- 2e régiment de chasseurs d'Afrique, équipé de M4 Sherman et chars légers M5, rattaché à la 1re DB[39],
- 4e régiment de chasseurs d'Afrique, avec dotation partielle en chars américains, rattaché à la 3e DB et dissous en 1944[38],
- 5e régiment de chasseurs d'Afrique, équipé de M4 Sherman et chars légers M3, rattaché à la 1re DB[39],
- 6e régiment de chasseurs d'Afrique, équipé de M4 Sherman et chars légers M5, rattaché à la 5e DB[39],
- 7e régiment de chasseurs d'Afrique, équipé de M10[39],
- 8e régiment de chasseurs d'Afrique, équipé de M10[39],
- 9e régiment de chasseurs d'Afrique, équipé de M10, attaché à la 1re DB[39],
- 11e régiment de chasseurs d'Afrique, équipé de M10[39],
- 12e régiment de chasseurs d'Afrique, équipé de M4 Sherman et chars légers M3 puis M5, rattaché à la 2e DB[31],
- Régiment colonial de chasseurs de chars, équipé de M10[39],
- 1er régiment de cuirassiers, équipé de M4 Sherman et chars légers M5, rattaché à la 5e DB[39],
- 2e régiment de cuirassiers, équipé de M4 Sherman et chars légers M5, rattaché à la 1re DB[39],
- 4e régiment de cuirassiers, avec dotation partielle en chars américains, rattaché à la 3e DB et dissous en 1944[38],
- 12e régiment de cuirassiers, équipé de M4 Sherman et chars légers M3 puis M5, rattaché à la 2e DB[31],
- 2e régiment de dragons, équipé de M10[39],
- Régiment blindé de fusiliers-marins, équipé de M10 et rattaché à la 2e DB[31],
- 501e régiment de chars de combat,  M4 Sherman et légers M3 puis M5, rattaché à la 2e DB[31],
- 1er régiment de spahis marocains, prévu comme régiment blindé mais dépourvu de chars, équipé de vingt-trois chars légers M3 pendant quelques semaines fin 1944, équipé en mars-avril 1945 de chasseurs de chars M10 et d'automitrailleuses M8 et M20 (non endivisionné)[40].

Régiments formés en métropole en 1944-1945 :
- 4e régiment de cuirassiers, équipé de chars Centaur VII et rattaché à la 3e DB[38],
- 11e régiment de cuirassiers, équipé de chars Crusader VI et rattaché à la 3e DB[38],
- 13e régiment de dragons, formé fin 1944, équipé de chars S35 et B1 bis[41],[42], rattaché à la 3e DB[43].

### Régiments de reconnaissance
Formés en Afrique du Nord :
- 1er régiment de marche de spahis marocains, équipé de chars légers M3 puis M5, d'automitrailleuses M8 et de chars M4 Sherman[31].

Formés en métropole en 1944-1945 :
- 11e régiment de chasseurs à cheval, équipé d'automitrailleuses Panhard 178 et de Brenn Carriers, rattaché à la 3e DB[38],[43],
- 12e régiment de chasseurs à cheval, équipé de chars légers M5, d'automitrailleuses M8 et de Brenn Carriers, rattaché à la 1re DI[44],
- 12e régiment de dragons, équipé de chars H39, Cavalier et de Brenn Carriers, rattaché à la 14e DI[45],
- 19e régiment de dragons, équipé de chars R35, rattaché à la 19e DI[46],

- 18e régiment de dragons, équipé de chars R35, d'automitrailleuses Panhard 178 et de Brenn Carriers (renforcés de quelques chars légers M5 et automitrailleuses M8 en avril 1945), rattaché à la 10e DI[47].

### Autres unités
- Compagnie autonome de chars du Levant, formée en 1944 et équipée de chars R35,
- Escadron Besnier, formé début 1945 avec des chars allemands[36],[48],[49],[42].